# Wushu ai Giochi mondiali 2022 - Nanquan e Nangun maschile
La gara del nanquan e mangun maschile di wushu ai Giochi mondiali 2022 si è svolta il 12 e il 13 luglio 2022 a Birmingham.

## Risultati
| Rank | Atleta          | Nazione       | Nanquan | Nangun | Totale |
| ---- | --------------- | ------------- | ------- | ------ | ------ |
| 1    | Liu Zhongxin    | Cina          | 9.567   | 9.567  | 19.134 |
| 2    | Harris Horatius | Indonesia     | 9.510   | 9.520  | 19.030 |
| 3    | Lai Po-Wei      | Taipei cinese | 9.503   | 9.513  | 19.016 |
| 4    | Phạm Quốc Khánh | Vietnam       | 9.477   | 9.470  | 18.947 |
| 5    | Ngan Lok Man    | Hong Kong     | 8.717   | 8.720  | 17.437 |
| 6    | Ousmanne Gueye  | Senegal       | 7.637   | 7.837  | 15.474 |
| 7    | Hamal Deepak    | Nepal         | DNS     | DNS    |        |